# Monkhopton
Monkhopton – wieś i civil parish w Anglii, w hrabstwie Shropshire. W 2011 civil parish liczyła 205 mieszkańców.